# ToP (tlumočení-překlad)
ToP (tlumočení-překlad) je čtvrtletník vydávaný Jednotou tlumočníků a překladatelů již od roku 1990. V tomto odborném bulletinu jsou publikována teoretická pojednání, reportáže z odborných akcí, specializovaná terminologie, pozvánky, recenze a jiné zajímavosti z oblasti překladu a tlumočení. Do konce roku 2014 vyšlo 114 čísel. Od jara roku 2015, tedy od čísla 115/2015, vychází pouze v elektronické podobě.